# Daniel Krenn
Daniel Krenn (* 5. Jänner 1993 in Dornbirn) ist ein österreichischer Fußballspieler.

## Karriere

### Verein
Krenn begann seine Karriere beim Dornbirner SV. Zur Saison 2007/08 wechselte er innerhalb der Stadt zum FC Dornbirn 1913. Zur Saison 2008/09 kam er in die AKA Vorarlberg, in der er bis 2010 spielte. Zur Saison 2010/11 rückte er in den Kader der Kampfmannschaft seines Stammklubs Dornbirn. In seiner ersten Spielzeit in der Regionalliga kam er zu 27 Einsätzen, in denen er zehn Tore erzielte. Zur Saison 2011/12 wechselte er zum Bundesligisten FC Red Bull Salzburg, wo er für die drittklassigen Amateure eingeplant war. Für diese kam er zu 22 Einsätzen in der Westliga. Nach der Saison 2011/12 stellten die Red Bull Juniors den Spielbetrieb ein und wurden zur Saison 2012/13 durch das neue Farmteam FC Liefering ersetzt. Für Liefering kam Krenn zu elf Regionalligaeinsätzen. Am Ende der ersten Spielzeit des Vereins stieg er mit dem Team direkt in die zweite Liga auf.
Nach dem Aufstieg wechselte Krenn im September 2013 innerhalb der zweiten Liga zum SCR Altach. Für Altach debütierte er dann im selben Monat gegen den First Vienna FC in der zweithöchsten Spielklasse. Dies sollte allerdings sein einziges Zweitligaspiel bleiben, sonst spielte er nur noch für die Amateure Altachs in der Regionalliga. Nach vier Monaten beim SCRA beendete er dann im Jänner 2014 seine Karriere als Profi.
Im Anschluss daran wechselte er in die Steiermark zum viertklassigen SV Wildon. Mit Wildon stieg er am Ende der Saison 2013/14 aus der Landesliga ab. Nach zwei Spielzeiten in der fünftklassigen Oberliga stieg er mit dem Verein 2016 wieder zurück in die Landesliga auf. Insgesamt kam Krenn in dreieinhalb Saisonen in Wildon zu 87 Einsätzen in den Spielklassen vier und fünf, in denen er 28 Tore machte. Zur Saison 2017/18 wechselte er zum fünftklassigen TuS Rein.

### Nationalmannschaft
Krenn spielte zwischen 2009 und 2012 von der U-16 bis zur U-19 insgesamt 13 Mal für österreichische Jugendnationalteams.